# John McVicar
John McVicar, född 21 mars 1940, död 6 september 2022, var en brittisk journalist och tidigare bankrånare.
John McVicar ansågs under 1960-talet vara en av Storbritanniens farligaste brottslingar. Han dömdes till 23 års fängelse 1966 men flydde under fångtransporten. Fyra månader senare greps han av polis och fördes till Durhamfängelset. 1968 rymde han från the E-Wing, en del av Durham-fängelset som ansågs vara rymningssäkert. Efter två år greps han av polis. John McVicar dömdes till 26 års fängelse men benådades 1978. Han studerade sedan sociologi och blev journalist.  
Filmen McVicar, med Roger Daltrey i huvudrollen, är baserad på McVicars självbiografi McVicar by himself. 